# Jörg Sader

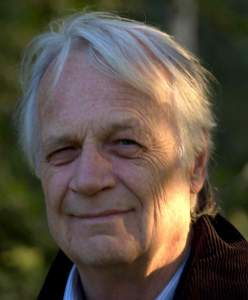
Jörg Sader 2011

Jörg Sader (* 1. September 1945 in Erfurt) ist ein deutscher Schriftsteller und Trainer für Rhetorik und Kommunikation.

## Leben und Wirken
Sader besuchte eine Polytechnische Oberschule in Erfurt. Nach dem Erreichen der Mittleren Reife lernte er den Beruf eines Plakatmalers und Dekorateurs. Anschließend arbeitete er von 1964 bis 1966 als Redaktionsassistent beim Thüringer Tageblatt. 1966 wurde er zur Nationalen Volksarmee einberufen.
Noch während der Dienstzeit versucht er 1967 nach Westdeutschland zu flüchten. Der Versuch scheiterte, Sader wurde zu einer Haftstrafe verurteilt und nach 14 Monaten von der BRD freigekauft. Am Hessenkolleg Rüsselsheim holte er sein Abitur nach und studierte ab 1970 Germanistik, Romanistik und Philosophie an der Johann Wolfgang Goethe-Universität Frankfurt am Main und ein Jahr an der Pariser Sorbonne. Das Studium schloss er 1977 mit dem Staatsexamen für das Lehramt an Gymnasien in den Fächern Deutsch und Französisch ab.
Danach war er unter anderem als Lehrer in der Erwachsenenbildung, Übersetzer und Antiquariatsbuchhändler tätig. 1994/95 promovierte er über Ernst Jüngers Tagebücher aus dem Zweiten Weltkrieg und war zwischen 1997 und 2002 Dozent für Neuere Deutsche Literatur an der Goethe-Universität. Sader leitet Seminare für Rhetorik und Kommunikation sowie Poetik-Workshops für Schreibende in Wirtschaftsunternehmen und an Volkshochschulen. Er hält Vorträge und publiziert zu literarischen Themen und Bildender Kunst. 
Saders erster Prosaband Unter Tage erschien 2010. Zwei Jahre später veröffentlichte er seinen zweiten Band Bilder und Lektüren. Einsichten zu Literatur und Kunst mit gesammelten Essays und Vorträgen. 2018 erschien sein zweiter Erzählungsband Alba, Liebste über den Alltag in der DDR, Flucht und die Nachwirkungen des totalitären Staates auf das Leben in der Bundesrepublik Deutschland.
Sader ist seit 2003 Mitglied des Autorenkreises der Bundesrepublik und lebt in Berlin.

## Werke
- 1996: Im Bauche des Leviathan: Tagebuch und Maskerade. Anmerkungen zu Ernst Jüngers "Strahlungen" (1939–1948), Dissertation, Königshausen & Neumann, Würzburg
- 2002: Überschreitungen. Dialoge zwischen Literatur- und Theaterwissenschaft, Architektur und Bildender Kunst. Festschrift für Leonhard M. Fiedler, Herausgeber Jörg Sader und Anette Wörner, Königshausen & Neumann, Würzburg
- 2010: Unter Tage. Erzählungen, Eisenhut-Verlag, Hagen-Berchum
- 2012: Bilder und Lektüren: Einsichten zu Literatur und Kunst. Essays, Eisenhut-Verlag, Hagen-Berchum
- 2018: Alba, Liebste und andere Erzählungen. Erzählungen, Mirabilis-Verlag, Klipphausen/Miltitz
- 2023: Das Flüstern der Augen. Roman, BoD - Books on Demand
- 2024: Es ist Zeit, lichten wir den Anker: Notate. Aus den T.-Blättern: Beobachtetes, Erzähltes, Erträumtes. kul-ja! publishing, Erfurt
- Aufsätze und Rezensionen zu Literatur und Bildender Kunst in Ausstellungskatalogen, Tagespresse und für literaturkritik.de[3]